# Kenneth Kaunda
Kenneth David Kaunda (Chinsali, 28 de abril de 1924-Lusaka, 17 de junio de 2021) fue un profesor y político zambiano. Ejerció como el primer presidente de Zambia, cuyo periodo abarcó desde 1964 hasta 1991.

## Biografía
Kenneth Kaunda nació el 28 de abril de 1924 en la Misión de Lubwa, en Chinsali, entonces parte de Rodesia del Norte, hoy Zambia, y era el menor de ocho hermanos. Su padre, el reverendo David Kaunda, era un misionero y profesor ordenado de la Iglesia de Escocia.  Su madre también era maestra y fue la primera mujer africana que impartió clases en la Rodesia del Norte colonial. Su padre murió cuando Kenneth era un niño. Allí recibió Kenneth Kaunda su educación hasta principios de la década de 1940. Más tarde siguió los pasos de sus padres y se convirtió en profesor; primero en Rodesia del Norte, pero a mediados de los años 40 se trasladó al territorio de Tanganica (actualmente parte de Tanzania). También trabajó en Rodesia del Sur. Entre 1941 y 1943 asistió al Centro de Formación Munali, en Lusaka.
Kaunda fue profesor de la escuela primaria superior e internado en Lubwa y, posteriormente, director de Lubwa de 1943 a 1945.

## La lucha por la independencia
En abril de 1949 Kaunda volvió a Lubwa para trabajar como profesor, pero dimitió en 1951. En ese año fue nominado secretario organizador del Congreso Nacional Africano de la Rodesia del Norte (Northern Rhodesian African National Congress - ANC), movimiento político que también incluía en aquel momento la provincia de Luapula.
El 11 de noviembre de 1953 se trasladó a Lusaka para asumir el puesto de secretario general del ANC, bajo la presidencia de Harry Nkumbula. Los esfuerzos combinados de Kaunda y de Nkumbula no fueron suficientes para movilizar la población negra africana contra el dominio de los blancos en la Federación de Rodesia y Nyasalandia.
El 1955 Kaunda y Nkumbula fueron encarcelados por dos meses con trabajos forzados, acusados de "distribución de literatura subversiva". El encarcelamiento y otras formas de punición eran "ritos de pasaje" normales para los líderes nacionalistas africanos. La experiencia del encarcelamiento tuvo un impacto que radicalizó a Kaunda. Los dos líderes divergirían cuando Nkumbula se mostró cada vez más influenciado por los liberales blancos, en su plan para el futuro de Rodesia del Norte, ya que Nkumbula estuvo dispuesto a posponer la idea del gobierno de mayoría africana, hasta que la población aprendiese las reglas de la democracia. Los desacuerdos en el seno de la organización zambiana, entre los que apoyaban a Nkumbula y Kaunda, hicieron que estos últimos rompiesen con la ANC zambiana.
Kaunda rompió con la ANC y formó el Congreso Nacional Africano Zambiano (ZANC) en octubre de 1958. El ZANC fue considerado ilegal en marzo de 1959. En junio Kaunda fue condenado a nueve meses de encarcelamiento, que fueron primero en Lusaka y después en Salisbury (la actual capital de Zimbabue, Harare).
Mientras Kaunda estaba en prisión, Mainza Chona y otros nacionalistas rompieron con la ANC, y en octubre de 1959,  Chona se tornó como el primer presidente del Partido Unido de la Independencia Nacional (United National Independence Party - UNIP), sucesor del ZANC. Sin embargo, Chona no se vía como el padre fundador del partido. Cuando Kaunda salió de la prisión en enero de 1960, fue elegido presidente de la UNIP. En julio de 1961 Kaunda organizó una campaña de desobediencia civil en las provincias norteñas, que fue conocida como "la campaña Cha-cha-cha", que consistió en quemar escuelas y en el bloqueo de rutas comerciales. Kaunda fue candidato por la UNIP durante las elecciones de 1962. Como resultados, se tuvo que pactar un Gobierno de coalición entre los dos enemigos, el UNIP-ANC, nombrando a Kaunda como Ministro del Gobierno y de Asistencia Social.
En enero de 1964 la UNIP ganó las elecciones generales bajo la nueva constitución, derrotando a la ANC de Nkumbula. Kaunda fue designado primer ministro de Zambia. El 24 de octubre de 1964 fue nombrado presidente de Zambia independiente, siendo el primero en el cargo. Mientras que Simon Kapwepwe fue designado como el primer vicepresidente del nuevo Estado africano.

## Presidencia
En el año de independencia, Kaunda tuvo conflicto con la independiente Iglesia de Lumpa, comandada por Alicia Lenshina en su distrito natal, Chinsali. La iglesia de Lumpa intentó mantener una posición neutral en el conflicto político entre la UNIP y la ANC, pero después fue acusada por la UNIP de colaboración con los gobiernos de la minoría blanca. Ocurrieron conflictos entre la juventud de UNIP y los miembros de Lumpa, especialmente en el distrito de Chinsali, donde estaban los jefes de la iglesia. Kaunda, como primer ministro de un gobierno de mayoría africana, envió dos batallones del regimiento de la Rodesia del Norte. El conflicto resultó en la muerte de cerca de 1500 aldeanos y el exilio de diez mil seguidores de Lenshina en Katanga. Kaunda prohibió la iglesia de Lumpa en agosto de 1964 y proclamó estado de emergencia que fue mantenido hasta 1991.
Establece un fuerte eje diplomático y político con el presidente de Tanzania Julius Nyerere, que permite a muchos combatientes y refugiados sudafricanos, mozambiqueños y rodesianos tener una base de apoyo.

### Políticas de educación
En el momento de su independencia, el sistema educativo del país era uno de los menos desarrollados de todas las antiguas colonias británicas, y apenas contaba con un centenar de licenciados universitarios y no más de 6.000 habitantes autóctonos con dos años o más de educación secundaria. Por ello, Zambia tuvo que invertir mucho en educación a todos los niveles. Kaunda instituyó una política por la que todos los niños, independientemente de la capacidad de pago de sus padres, recibían libros de ejercicios, bolígrafos y lápices gratis. La principal responsabilidad de los padres era comprar uniformes, pagar una «cuota escolar» simbólica y asegurarse de que los niños asistieran a la escuela. Esta política significaba también que los mejores alumnos eran incentivados a obtener los mejores resultados, desde la enseñanza primaria hasta la universidad. No todos los alumnos llegaban a la enseñanza secundaria, pero los que lograban hacerlo recibían una buena educación.
La Universidad de Zambia se inauguró en Lusaka en 1966, tras animar a los zambianos de todo el país a donar lo que pudieran para su construcción. Kaunda fue designado rector de la universidad y participó de la primera ceremonia de graduación, en 1969. En 1979 se creó otro campus en el Instituto de Tecnología de Zambia, en Kitwe. En 1988, el campus de Kitwe se modernizó y pasó a llamarse Universidad de Copperbelt, donde se impartían estudios empresariales, industriales y medioambientales.

### Política económica
El gobierno de Kaunda, recién independizado, heredó un país con una de las economías más pujantes del África subsahariana, en gran parte gracias a sus ricos yacimientos minerales,aunque en gran medida bajo el control de intereses extranjeros y multinacionales. Por ejemplo, la British South Africa Company - BSAC (creada por Cecil Rhodes) tenía propiedades y derechos de minería que había adquirido a partir de una concesión firmada con el Litunga de Bulozi en 1890. Sólo amenazando con expropiarla en vísperas de la independencia, Kaunda logró obtener concesiones favorables de la BSAC.
Zambia implantó un programa de planes de desarrollo nacional similares a los de la URSS, bajo la Comisión Nacional para el Plan de Desarrollo. El Plan Provisional fue seguido por el Primer Plan de Desarrollo Nacional (1966-1971). Estos dos primeros lograron éxitos en el desarrollo de infraestructuras y manufactura, pero los demás no. Un importante cambio en la estructura de la economía fueron las Reformas Mulungushi, implantadas en abril de 1968. El gobierno manifestó intención de controlar el capital de importantes empresas, que pasarían al control de la corporación estatal INDECO. Dos de ellas fueron las empresas de minería Anglo American Corporation y Rhodesia Selection Trust. Empresas de seguro y de construcción también pasaron al control del Estado. Sin embargo, los bancos extranjeros, como el Barclays resistieron. Infelizmente para Zambia y Kaunda, estos programas de nacionalización, incluso los que lograron algún éxito, ocurrieron en mala hora: pocos años después, en 1973, la súbita alta de los precios del petróleo seguida de una baja de los precios del cobre en 1975 llevaron el país a un desequilibrio de su balanza comercial y a un rápido endeudamiento con el Fondo Monetario Internacional. El Tercer Plan de Desarrollo (1978-1983) tuvo que ser abandonado debido a la crisis.